# Letheobia pallida
Espèce
Synonymes
- Typhlops pallidus (Cope, 1868)
- Rhinotyphlops pallidus (Cope, 1868)

Statut de conservation UICN

 DD  : Données insuffisantes
Letheobia pallida est une espèce de serpents de la famille des Typhlopidae.

## Répartition
Cette espèce se rencontre :
- sur l'île de Pemba dans l'archipel de Zanzibar en Tanzanie ;
- dans l'est du Kenya ;
- en Ouganda ;
- au Soudan du Sud ;
- en Éthiopie.

## Étymologie
Son nom spécifique vient du latin pallidus, qui signifie pâle ou jaunâtre.

## Publication originale
- Cope, 1869 "1868" : Observations on Reptiles of the old world. Proceedings of the Academy of Natural Sciences of Philadelphia, vol. 20, p. 316-323 (texte intégral).